# Bob Gale
Bob Gale est un réalisateur, scénariste et producteur de cinéma américain, né le 25 mai 1951 dans le Missouri aux États-Unis. 
Il est connu pour être le scénariste et le producteur de la saga Retour vers le futur.

## Filmographie

### Réalisateur
- 2002 : Interstate 60

### Scénariste
- 1973 : A Field of Honor
- 1978 : Crazy Day
- 1979 : 1941
- 1980 : La Grosse Magouille
- 1985 : Retour vers le futur
- 1989 : Retour vers le futur 2
- 1990 : Retour vers le futur 3
- 1991 : Back to the Future: The Ride
- 2002 : Interstate 60

### Producteur
- 1980 : La Grosse Magouille
- 1985 : Retour vers le futur
- 1989 : Retour vers le futur 2
- 1990 : Retour vers le futur 3
- 1992 : Les Pilleurs
- 2002 : Interstate 60